# داريل كتشنر
داريل كتشنر (بالإنجليزية: Darrell John Kitchener)‏ هو عالم زواحف أسترالي، ولد في 9 يونيو 1943 في فيكتوريا في أستراليا.